# Flavio Alfaro (ciudad)
Flavio Alfaro es una ciudad ecuatoriana, cabecera cantonal del Cantón Flavio Alfaro, perteneciente a la Provincia de Manabí. Se localiza al centro norte de la región litoral del Ecuador, a orillas del río Pescadillo. En el censo de 2022 tenía una población de 8312 habitantes, lo que la convierte en la centésima décima primera ciudad más poblada del país.

## Toponimia
Su nombre antiguo era Pescadillo. Su nombre actual hace honor a Flavio Alfaro, político y militar liberal ecuatoriano, muerto en la Hoguera Bárbara, sobrino del General Eloy Alfaro.

## Símbolos

### Escudo
Está dividido en dos campos. En la parte superior constan las tres estrellas, que representan a las parroquias urbanas y rurales del cantón. Un sol naciente simboliza el afán de progreso de la joven jurisdicción manabita.
En la parte inferior está la carretera, principal eje de desarrollo de Flavio Alfaro, y el río Pescadillo, que baña la cabecera cantonal y riega a sus productivos campos. Bajo el escudo está el lema Fuerza-Trabajo-Progreso.

### Bandera
Fue escogida por resolución del Concejo Cantonal en el año 1992. Está conformada por un rectángulo en cuya parte superior izquierda, con fondo blanco, están dos estrellas rojas y una amarilla. El color blanco significa la nobleza y sinceridad de su gente; la estrella amarilla la parroquia urbana Flavio Alfaro y las estrellas rojas las parroquias rurales de Zapallo y Novillo.
- La parte superior derecha es el doble de la izquierda, y de color amarillo, que simboliza la riqueza del suelo y la abundante producción de la tierra.
- La parte inferior tiene el doble de dimensión de la superior, y es de color verde, que representa los fértiles campos, la esperanza y el porvenir.

## Historia
La historia de Flavio Alfaro se remonta a los albores de la civilización, pues en su territorio se asentaron grupos aborígenes que nos han dejado vestigios de su paso por esta tierra, en restos arqueológicos y hasta pintura en las paredes de algunas cavernas localizadas y aún no suficientemente estudiadas.
Las culturas Chorrera, Manteña y Jama Coaque se asentaron aquí en diferentes épocas, pero cuando llegaron los españoles, éstos no mostraron interés por esta zona porque buscaban solamente oro y riquezas. El primero de los peninsulares que puso su planta en Flavio Alfaro, es don Pedro de Alvarado, en su tránsito hacia Quito, donde esperaba certificar su conquista anticipándose a Pizarro, y llevarse el oro de los aborígenes, objetivo que nunca pudo cumplir.
Durante la República, Flavio Alfaro contribuye con hombres y recursos a la revolución alfarista que se lanzó desde Chone, cantón al que pertenecía este recinto que entonces se llamaba Pescadillo, cuyos orígenes se remontan a la época de explotación del caucho, pues numerosos trabajadores de diferentes sectores de Manabí, acudían a la montaña de esta zona, con el fin de explotar el caucho, la tagua y la palma que crecían de manera silvestre. El flujo de los productos que comenzó a comercializarse en el pueblo, incrementa la población residente y da origen a lo que hoy es Flavio Alfaro.